# Blood on Ice
A Blood on Ice a svéd Bathory kilencedik nagylemeze, mely 1996-ban jelent meg, noha a felvételek még 1989-ben zajlottak. A korong egy konceptlemez melynek témáját ismét a viking mitológia adja. Ennek megfelelően a zene is a Hammerheart a (Twillight of the Gods) korszakra emlékeztet. A rajongók és a kritika is jól fogadta a lemezt, bár akkora klasszikus nem lett belőle mint a korábbiakból.

## Számlista
1. Intro – 1:45
2. Blood on Ice – 5:41
3. Man of Iron – 2:48
4. One Eyed Old Man – 4:21
5. The Sword – 4:08
6. The Stallion – 5:13
7. The Woodwoman – 6:18
8. The Lake – 6:42
9. Gods of Thunder, of Wind and of Rain – 5:42
10. The Ravens – 1:09
11. The Revenge of the Blood on Ice – 9:53

## Közreműködők
- Quorthon - gitár, ének
- Kothaar - basszusgitár
- Vvornth - dob, ütőhangszerek
- Kristian Wåhlin - borító